# سوائیم (آلاباما)
سوائیم (به انگلیسی: Swaim) یک منطقهٔ مسکونی در ایالات متحده آمریکا است که در شهرستان جکسون، آلاباما واقع شده‌است. سوائیم ۲۰۳٫۰ متر بالاتر از سطح دریا واقع شده‌است.